# Bayara Vallis
Bayara Vallis est une vallée sinueuse située sur la planète Vénus par 45,6° N et 16,5° E, au nord de Bereghinya Planitia. Il s'agit d'une coulée de lave de 500 km de long et atteignant 2 km de large, lave manifestement très fluide à en juger par les méandres et les embranchements caractéristiques de cet épanchement.